# كلو لوسي
قصر كلو لوسي (أو ببساطة كلو لوسي)، الذي كان يُطلق عليه سابقًا قصردو كلوس الإقطاعي، هو قصر كبير يقع في وسط أمبواز، في قسم أندر ولوار، في منطقة سانتر-فال دو لوار في فرنسا. وهي تقع في منطقة وادي اللوار الطبيعية (التي كانت تسمى في السابق تورين). تم بناء القصر من قبل هوغوس د. أمبواس في عام 1471، وقد عرف العديد من الملاك المشهورين مثل الملك الفرنسي تشارلز الثامن وليوناردو دا فينشي. يقع كلوس لوسي على بعد 500 متر من القصر الملكي Château d'Amboise، والذي يتصل به عبر ممر تحت الأرض.اشترى الملك تشارلز الثامن المنزل من إتيان لو لوب في عام 1490 وخلال هذه الفترة أصبح يعرف باسم «المنزل الصيفي»، الذي يضم ملوكًا فرنسيين. بعد بضعة عقود قدمها فرانسيس الأول إلى ليوناردو دا فينشي عندما دعاه للعيش في فرنسا عام 1516. عاش الرسام القديم سنواته الأخيرة في هذا المنزل، حتى وفاته في 2 مايو 1519.بفضل أصحابه اللامعين، يصنف هذا المنزل اليوم على أنه «نصب تاريخي»، وبالتالي فهو محمي من الهدم أو إعادة البناء. بعد عام 1855 أصبح متحفًا معروفًا عن حياة ليوناردو دا فينشي وعمله وذاكرته، والذي تم إنشاؤه وإدارته من قبل عائلة سانت بريس، المالكين النهائيين للعقار.

## التاريخ

### العصور الوسطى وفترة عصر النهضة
بنى هوغو دو أمبوازيون المنزل على أساس جالو روماني. فيما نظم حول برج مثمن، بداخله سلم حلزوني. حول الدرج اللولبي كان هناك مبنيين كل منهما طابقين. كانت الواجهة الأنيقة المصنوعة من الطوب الوردي والأحجار البيضاء نموذجية للقرن الخامس عشر. يسمى المبنى رسمياً قصر كلوس، وكان المبنى ملكًا لقصر دو أمبواز، وضمت أراضي لوسي إلى القلعة من القرن الرابع عشر. في ذلك الوقت، كان القصر محاطًا بالتحصينات؛ وبقي برج المراقبة حتى اليوم. ولفترة قصيرة من الزمن، كان هذا المبنى يأوي المتدينين في دير مونسيه، والذين كانوا يقيمون في المبنى حتى عام 1471. وبيع كلوس لوسي إلى إتيان لو لوب في 26 من مايو 1471، والذي كان آنذاك لويس الحادي عشر ملك فرنسا وأمبواز بيدل. كان المبنى في حالة خراب عنما استحوذ إتيان على الأراضي، وأعادها ليعطيها الجانب البصري الشهير الذي نراه اليوم، برج مربع مع نوافذ قوطية خلقت قلعة شاهقة ومحمية بشكل جيد في العصور الوسطى.

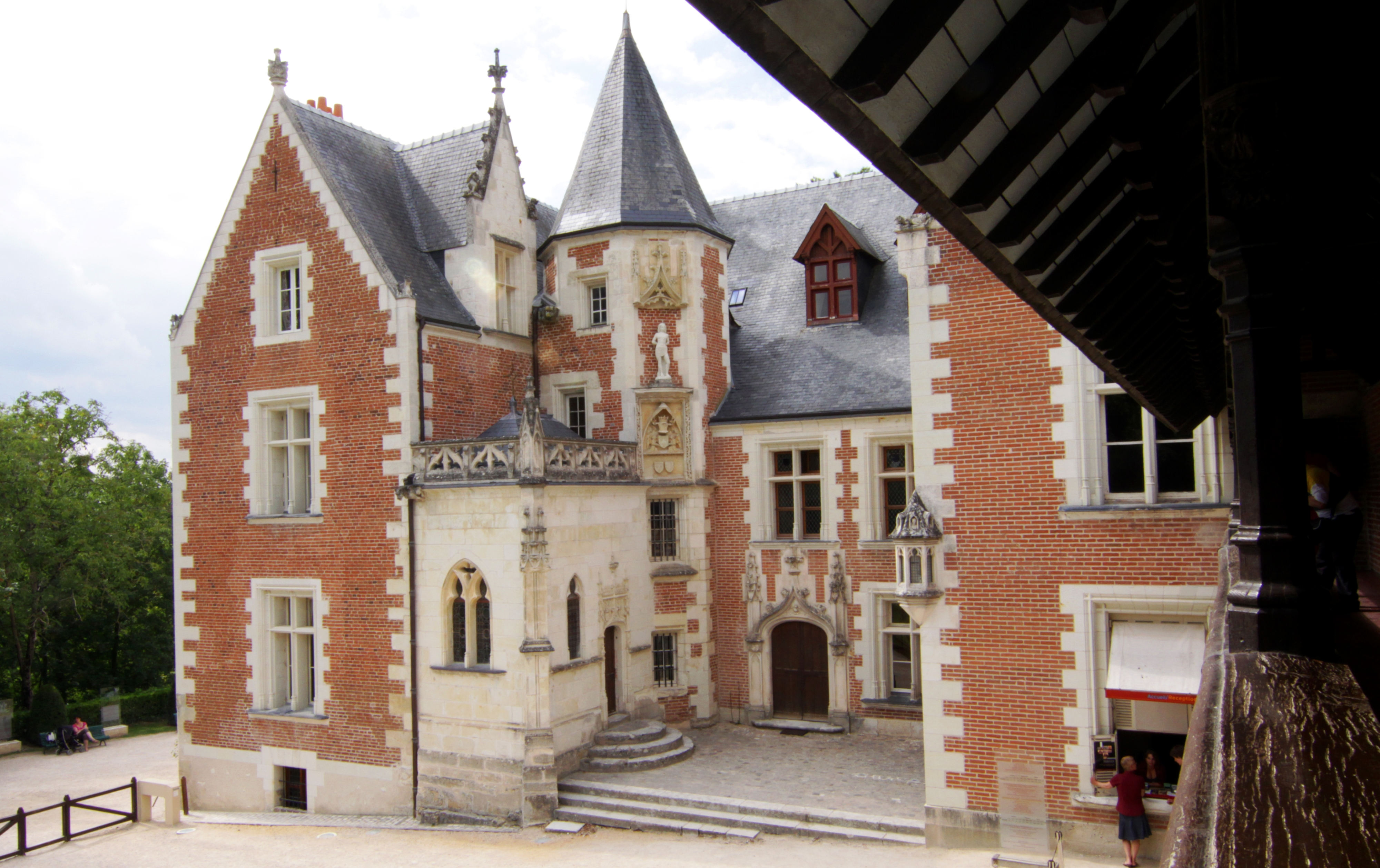
جدران مصنوعة من حجر التوفو نموذجي من القرن الخامس عشر.

#### الملكية للعائلة الحاكمة
في 2 يوليو 1490، اشترى تشارلز الثامن القلعة من إتيان لو لوب مقابل 3500 إيكو ذهبي وحول حصن القرون الوسطى إلى منزل أكثر راحة وقابلية للعيش. كما بنى كنيسة صغيرة لزوجته آن بريتاني التي عاشت في كلوس لوسي حتى غادرت إلى قلعة بلوا الملكية. أصبح يعرف باسم «المنزل الصيفي» للملوك الفرنسيين لمدة 200 عام.
وكانت الخطبة ذات تصميم قوطي من الحجارة الطباشيرية (الفليساء) ومزينة الجداريات التي رسمها أتباع ليوناردو: حيث نجد فيه لوحة البشارة والحساب الأخير واللوحة الأخيرة التي تدعى عذراء لوسي فوق الباب، والتي أعطت اسمها للقصر، يحتوي المتحف أيضاً على نسخة من «الخطاب والذي بني عام 1492 من قبل شارل الثامن لزوجته، آن بريتاني» ونسخة من موناليزا التي رسمت من قبل أمبرواز دوبوا
بين عامي 1509 و 1515، ضمت القلعة تشارلز الرابع دوق ألنسون ومارجريت فالوا. ثم قام الدوق ببيع القلعة إلى لويز سافوي، وصي العرش من فرنسا، التي أقامت سكنت وربت طفليها دوق أنغوليم الذي كان مقدرًا أن يصبح الملك التالي لفرنسا، فرانسيس الأول ومارغريت دي نافار، مثقف وكاتب هيبتاميرون.

### سنوات ليوناردو دا فينشي في كلوس لوسي

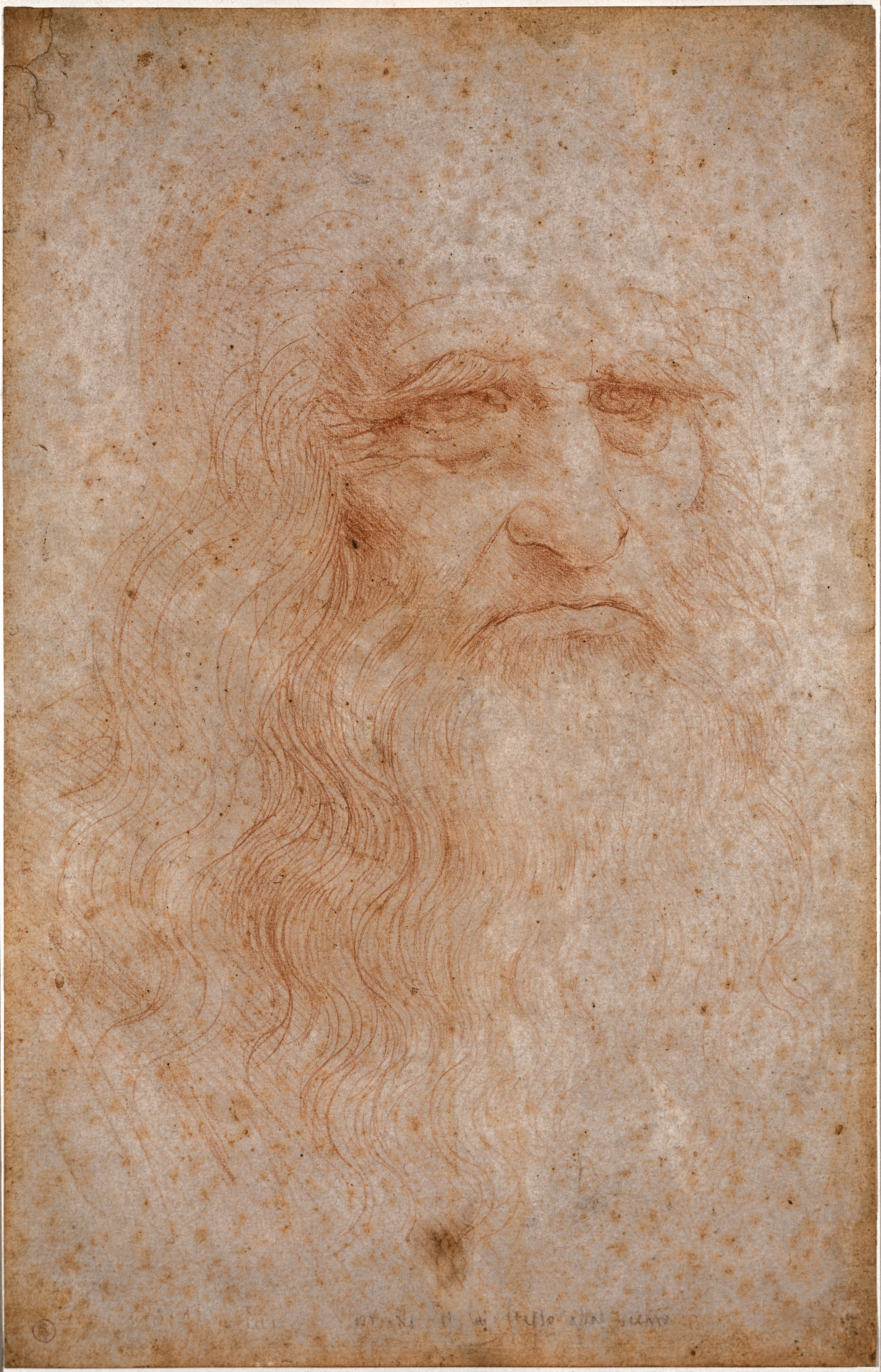
ليوناردو دا فينشي - صورة ذاتية - مكتبة تورين الملكية.

في عام 1516، غادر ليوناردو دا فينشي البالغ من العمر 64 عامًا روما وسافر عبر إيطاليا، مسلحًا بكتب الرسم الخاصة به و 3 من أشهر لوحاته: الموناليزا ، العذراء والطفل ، مع سانت آن ولوحة يوحنا المعمدان . وهذه الرسوم محفوظة اليوم في متحف اللوفر في باريس. تبعه تلاميذه فرانشيسكو ميلزي وسالاي خلال رحلته، كما فعل خادمه، باتيستا من فيلانيس.
كتب بنفينوتو تشيليني أن الملك فرانسيس الأول منح ليوناردو دا فينشي معاشًا بقيمة 700 إيكو ذهبي، بالإضافة إلى شراء أعماله الفنية التي تسمح له بالعيش والعمل في كلو لوسي. تم تعيين ليوناردو دا فينشي «الرسام الأول والمهندس والمهندس المعماري للملك». كان ليوناردو دا فينشي متحمسًا ومثمرًا خلال سنواته في كلو لوسي وأقام العديد من المشاريع، ونظم الأعياد لمحكمة أمبواز، بل رسم «الدرج الحلزوني المزدوج» الشهير في قلعة شامبور. كما أمضى بعض الوقت في مشاريع أخرى، أحدها يتكون من تصميم مدينة رومورانتين ‏ المثالية. في هذا، أراد ليوناردو دا فينشي حفر قناة لربط نهرين مما يسهل التجارة. لا يزال يعتبر أحد أشهر الفنانين في عصره.
في 10 أكتوبر 1517، زاره الكاردينال لويجي دراجونا، الذي أثار إعجابه بأعماله الفنية التي وصفها في كتابه «الطريق (Itinerario)» بأنه «كمال نادر». وتشمل هذه الأعمال الثلاثة الأكثر شهرة في عمله: الموناليزا، العذراء والطفل مع القديسة آن والقديس يوحنا المعمدان، فيما نظم ليوناردو احتفالاً في قصر كلو لوسي في 19 يونيو 1518 لشكر الملك الفرنسي فرانسوا الأول على تقديماته المتنوعة وكرمه. وقد كان هناك الكثير من التشابه بين الاحتفال الذي نظمه ليوناردو في ميلانو في 13 يناير 1490 (وليمة الجنة، مسرحية لبيرناردو بيلينشيوني) وقد كان هناك أشكال متعددة لإذهال الضيوف والتي يمكن الإشارة إليها بحركات الأجرام السماوية بفضل قماشية زرقاء التي كانت رمزا للسماء حيث كانت تدور كواكب ونجوم وشمس وقمر وإثني عشر علامة للأبراج الفلكية.
على الرغم من الشائعات بأن ليوناردو سيموت بين ذراعي الملك، إلا أنه توفي في غرفته في كلو لوسي في 2 مايو 1519. تاركاً كتبه ورسوماته ومخططاته ومخطوطاته إلى تلميذه المحبوب، فرانشيسكو ميلزي.

### من عصر النهضة إلى العصر الحديث
بعد وفاة ليوناردو، استحوذت لويز سافوي على القصر، لكن هذا لم يدم طويلًا حيث خلفها فيليبرت بابو من البوردييه وزوجته في عام 1523. ثم استولى ميشيل أوف غاستو على القصر، الذي كان كابتن الحرس تحت الملك هنري الثالث ملك فرنسا وأصبح المالك بعد مقتل الكاردينال غيز على يد الملك نفسه، عام 1583.
في عام 1632، أعاد زواج حفيدة أنطوان دامبواز السيدة ميشيل دي جاست القصر إلى اسم منزل أمبواز. وخلال الثورة الفرنسية، أنقذ القصر بأعجوبة وبقيت في عائلة أمبواز حتى عام 1832 - ثم صنفت كنصب تاريخي بقائمة عام 1862.
وأخيرًا، أصبحت القلعة ملكًا لعائلة سانت بري في 30 يوليو 1855، بعد الملكية من قبل عائلة أمبواز التي قامت بحماية الملكية، في ذلك الوقت، سميت كلو لوسي بدلاً من منزل كلو الإقطاعي، خلال الثورة الفرنسية. تم افتتاح القصر للجمهور في عام 1954 من قبل هوبرت وأغنيس سانت بري، وانتهى الترميم الكبير في ستينيات القرن العشرين. في عام 1979، واصل جان سانت بري عمل والديه. اعتبارًا من عام 2019، كان رئيس مؤسسة العائلة فرانسوا سانت بريس.

### القصر اليوم

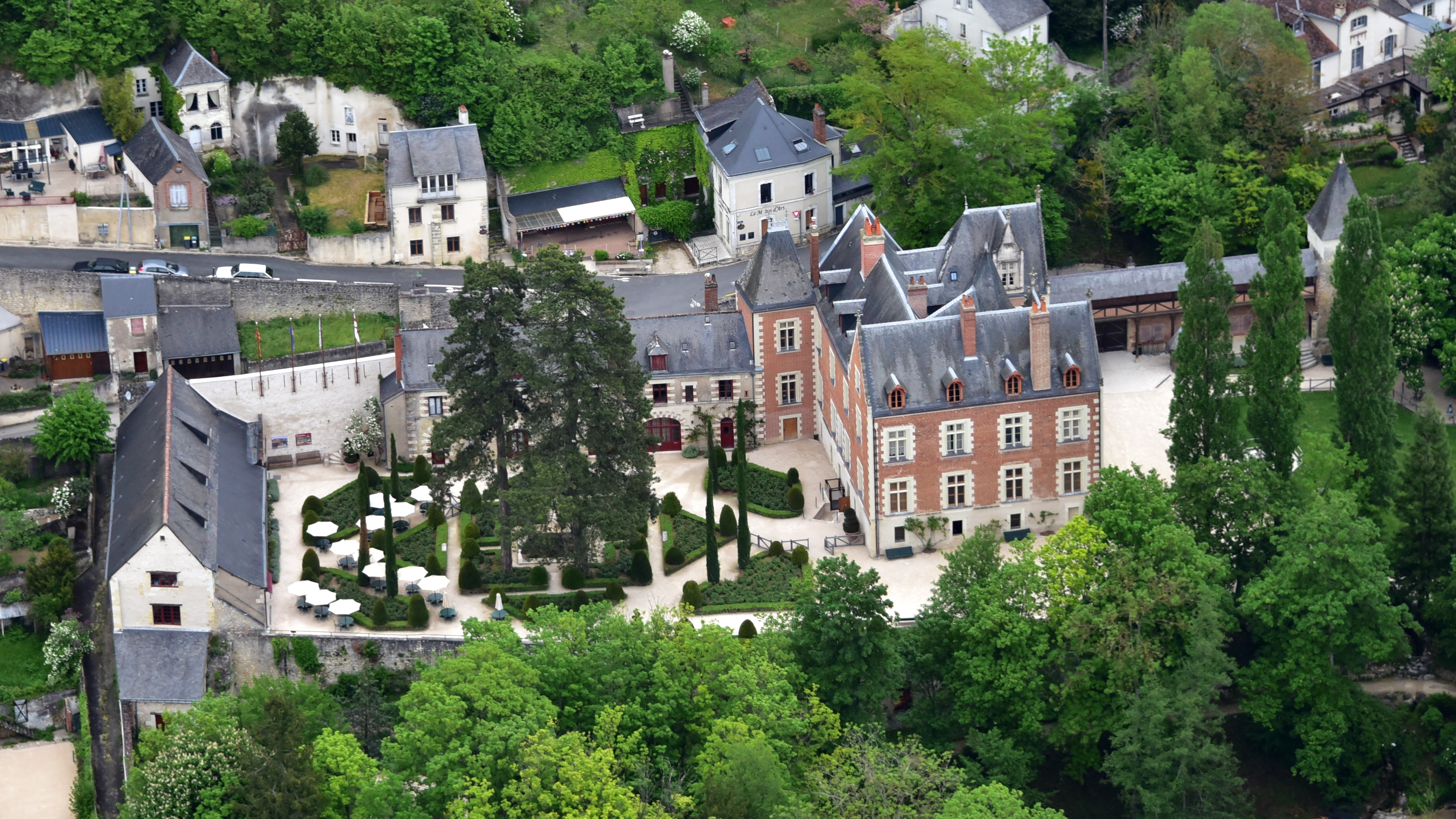
نظرة عامة ، 2016

يقع القصر في قلب حديقة مساحتها 7 هكتارات، يقطعها نهر أماسي، أحد روافد لوار. واجهة المنزل مصنوعة من الطوب الوردي والأحجار البيضاء، وبقيت دون تغيير تقريبًا منذ عصر النهضة حيث لا يزال الممشى قديمًا. داخل القلعة، تبقى غرف ليوناردو دا فينشي وآن بريتاني ومارجريت من نافاري، بما في ذلك غرف الاجتماعات والمجلس. تم ترميم غرف النوم في الطابق الأول في عام 2011 مع تفاصيل الفترة والتحف. يوجد مطعم في الموقع. وفقًا لسميثسونيان، كانت عملية الترميم على مر السنين واسعة النطاق:
 «تم ترميم القصر بالطريقة التي ظهر بها أثناء إقامة ليوناردو هناك، بما في ذلك غرفة نومه واستوديو الطابق السفلي واللوحات الجدارية الأصلية على الجدران والموقد الحجري العالي في المطبخ». 
في الطابق السفلي، هناك 40 طرازًا صنعتها شركة آي بي إم من رسومات ورسومات ليوناردو، بما في ذلك طائرة هليكوبتر،  بالإضافة إلى بعض الرسوم المتحركة ثلاثية الأبعاد حول اختراعات السيد الإيطالي، مما يسمح للجمهور برؤيتها تعمل. يوجد في المنتزه برج حمام من منتصف القرن الخامس عشر بناه إتيان لو لوب، شماس أمبواز والذي يمكن أن يحمي ما يصل إلى ألف طائر. في عام 2003، قام جان سانت بريبإعداد دورة تعليمية وثقافية في حديقة كلو لوسي مع العديد من محطات الصوت والآلات الرائعة المستوحاة من عقل ليوناردو. المتحف المفتوح في الحديقة، بأربعين لوحة شفافة، يضم نماذج كاملة الحجم لبعض اختراعات دافنشي، بما في ذلك عربة، ومسدس متعدد المواسير، ومسمار هوائي وجسر دوار.
خلال عام 2019، الذكرى 500 لوفاة دا فينشي، عقد أمبواز العديد من الأحداث للاحتفال بحياة دافنشي، بعضها في كلوس لوسي. قُدر عدد زوار القصر في عام 2019 بـ 500 ألف، بزيادة 30٪ عن العدد السنوي المعتاد. دافينشي له مكانة خاصة عند الفرنسيين، وفقا لفرانسوا سانت بريس. «لقد عاش فترة طويلة في فرنسا وتوفي هنا. . . و» الجوكندا«الموناليزا في فرنسا. لذا ... بالنسبة لنا، إنه فرنسي قليلاً.» 

## معرض الصور

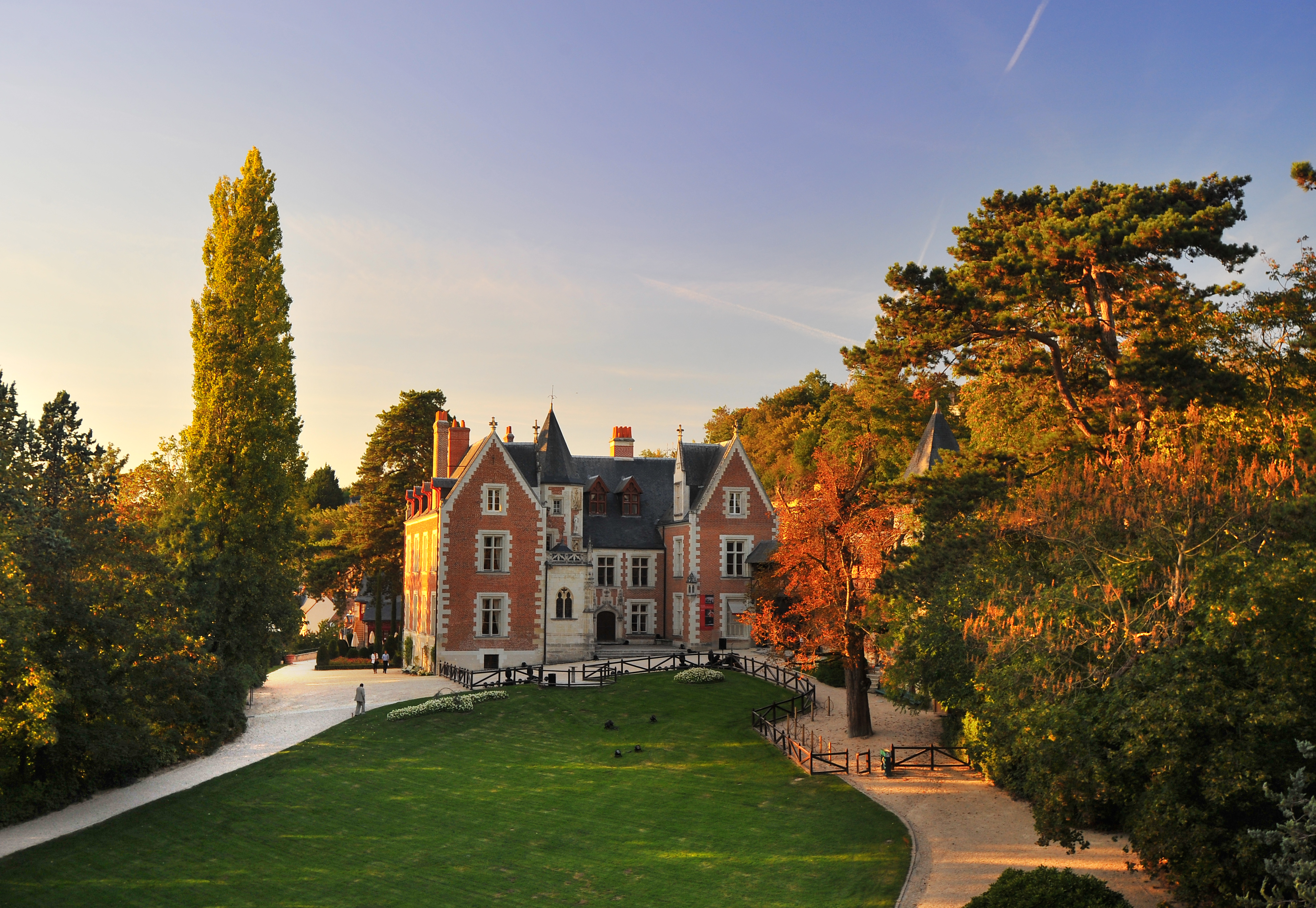
القصر عام 2011
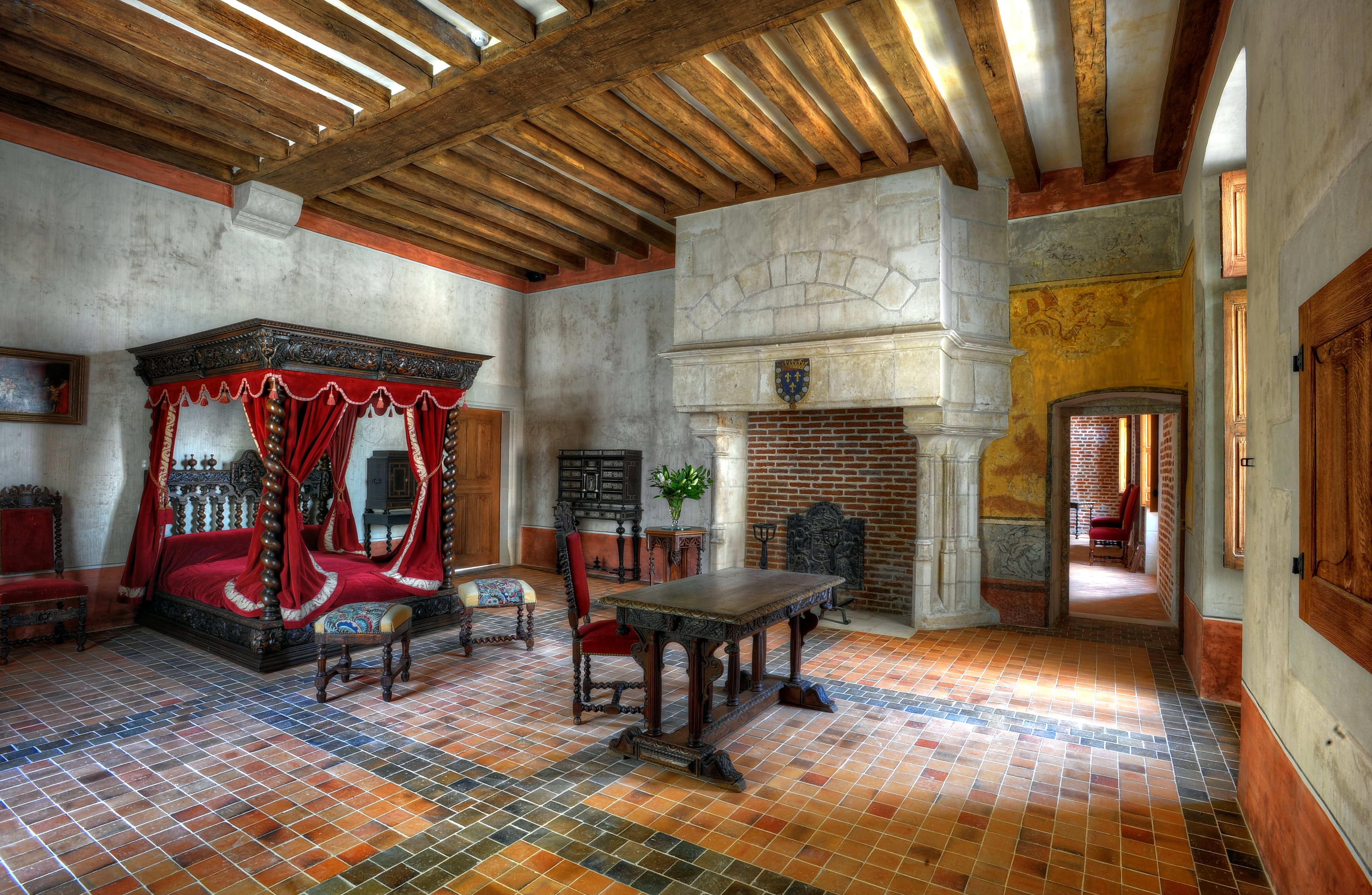
غرفة ليوناردو دا فينشي
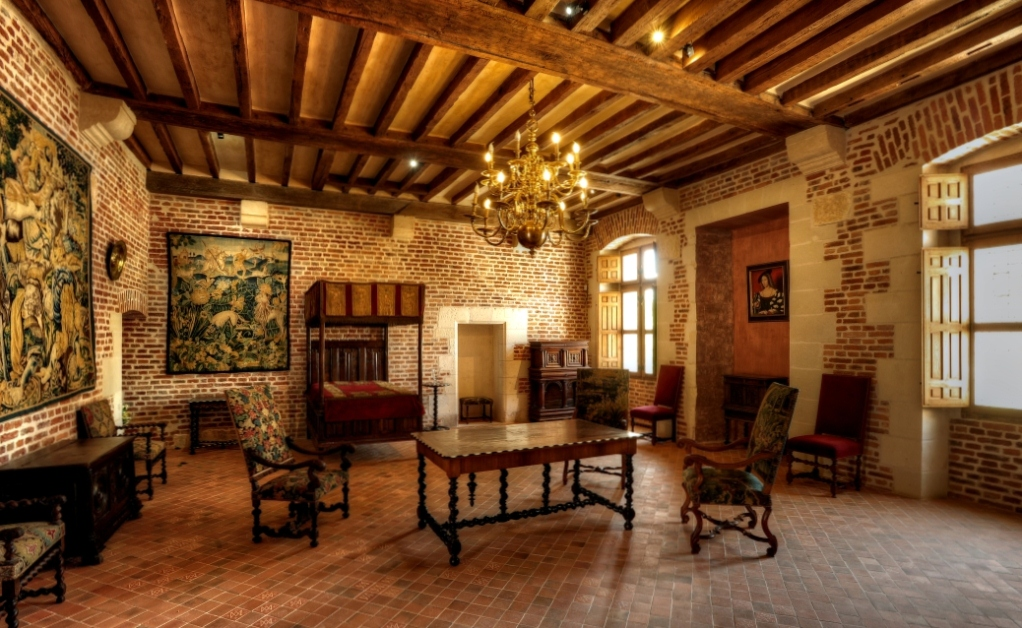
غرفة مارغريت دي نافار
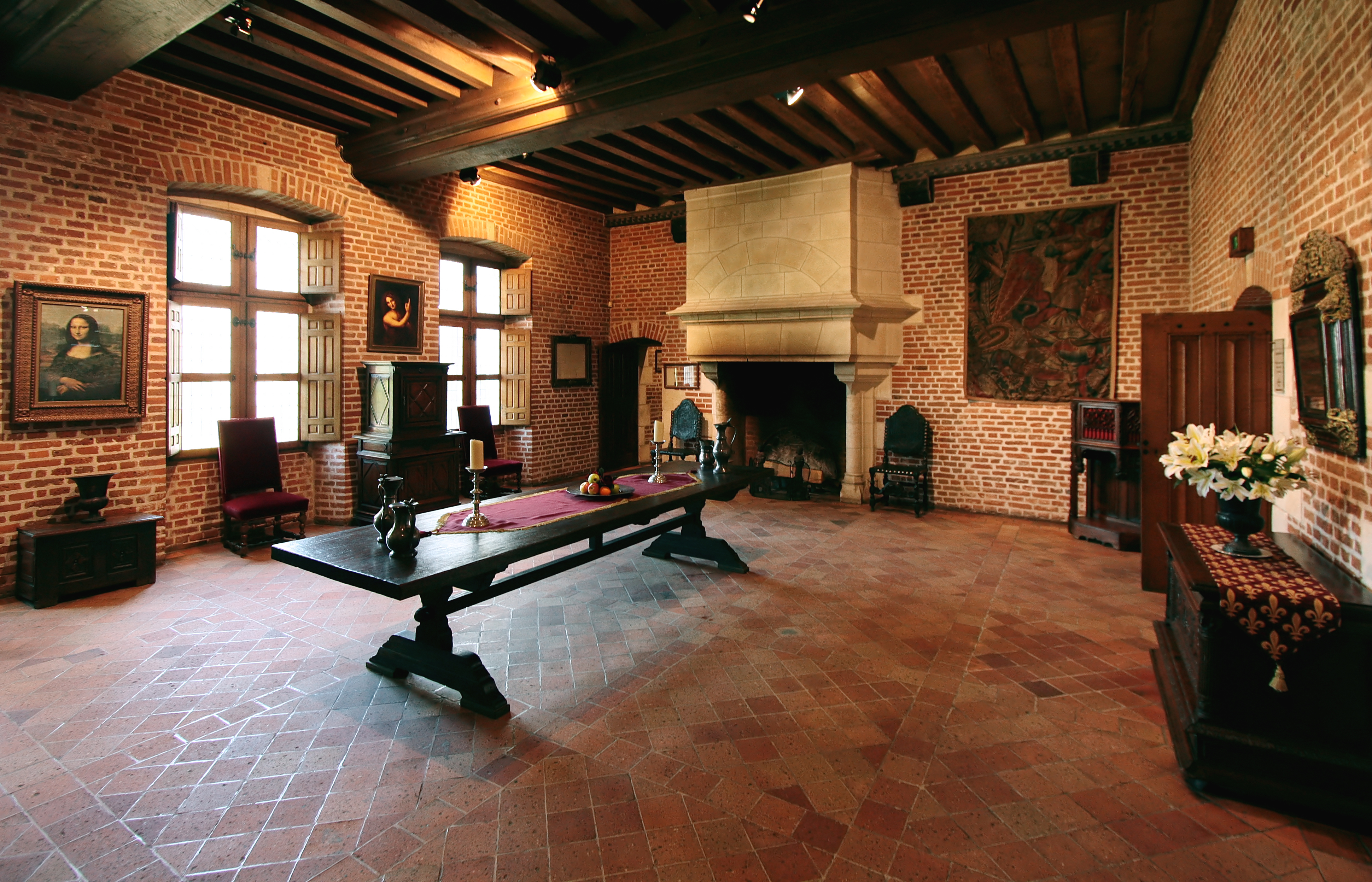
الغرفة الرائعة
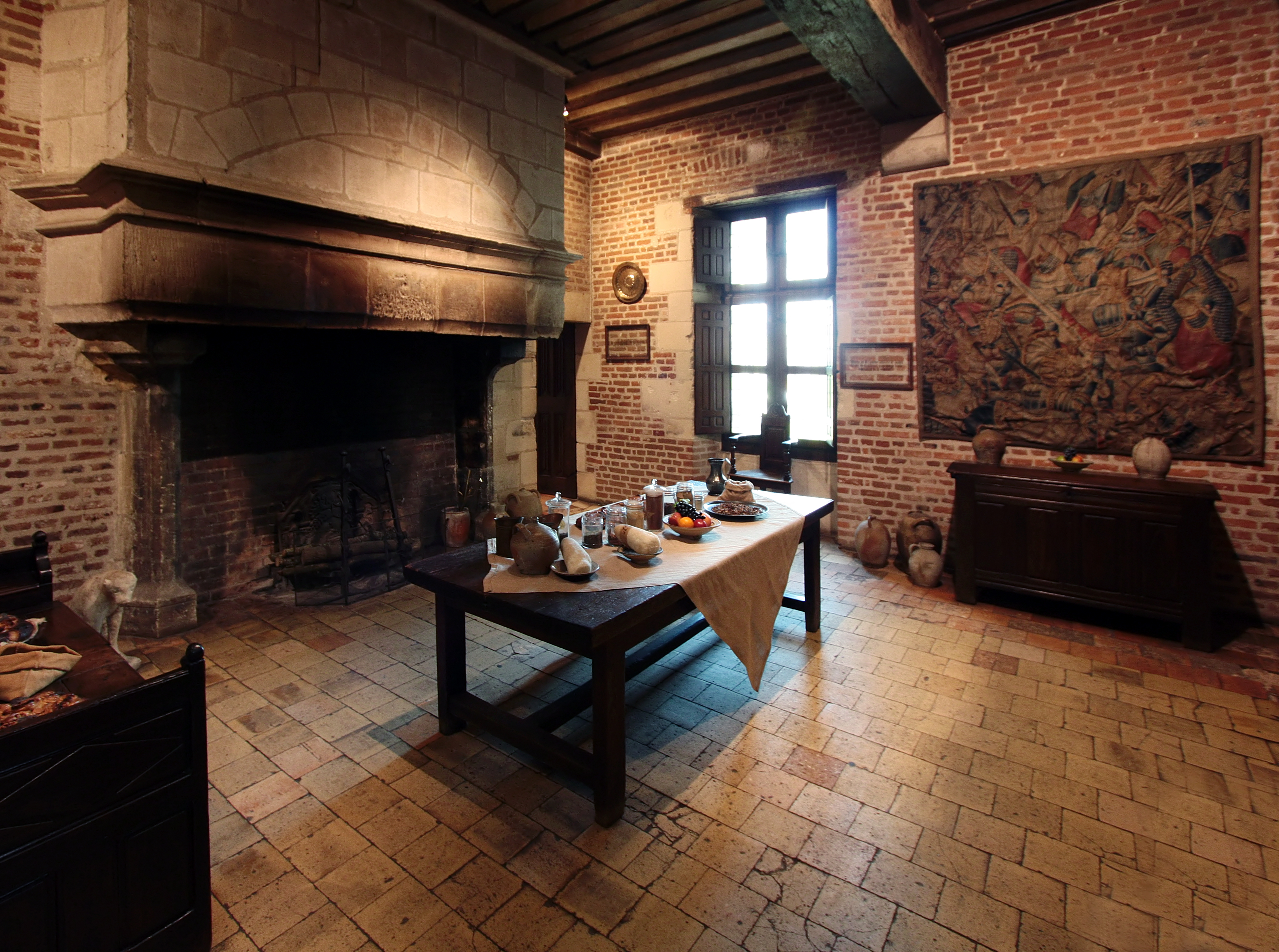
المطبخ
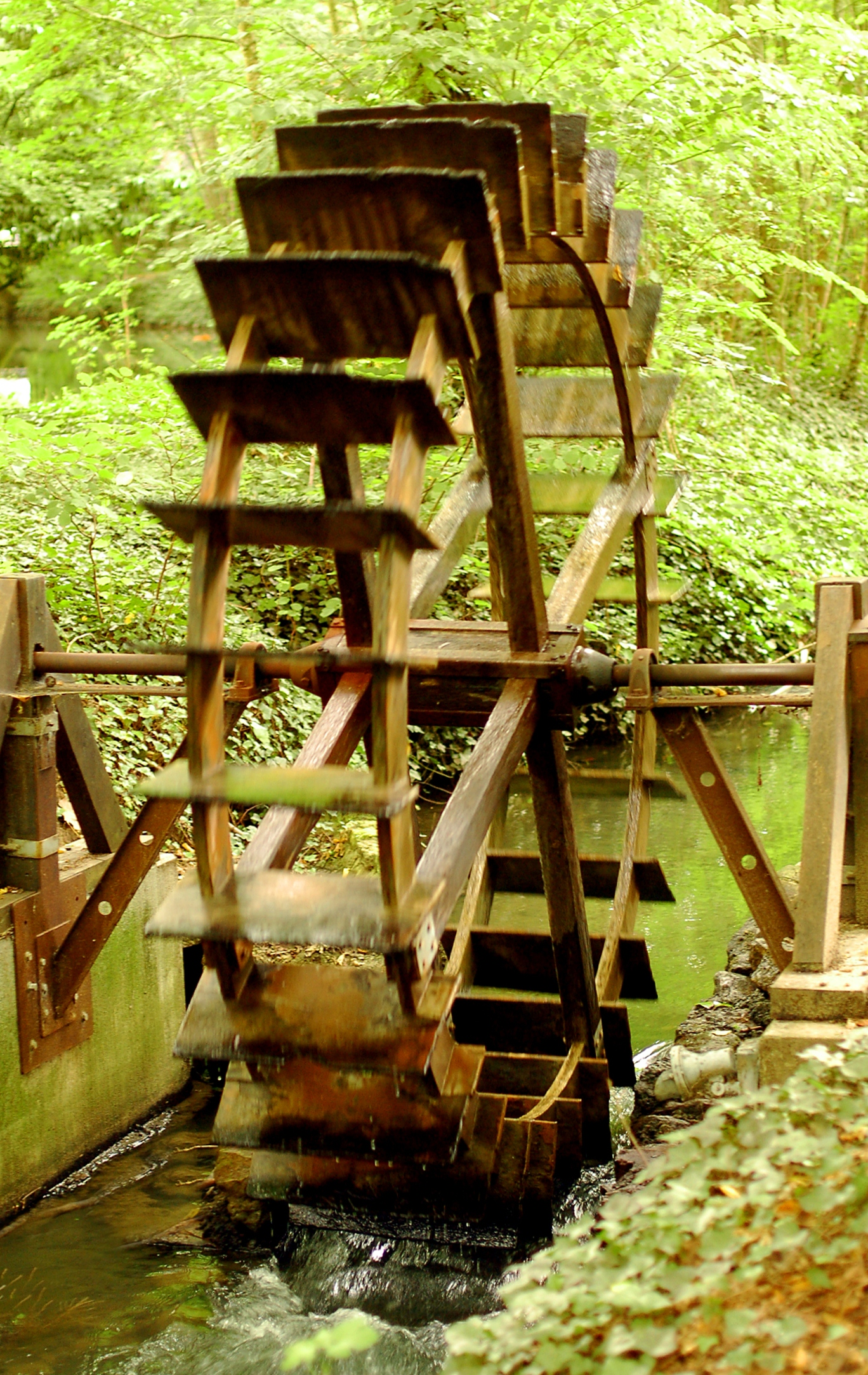
عجلة مجداف
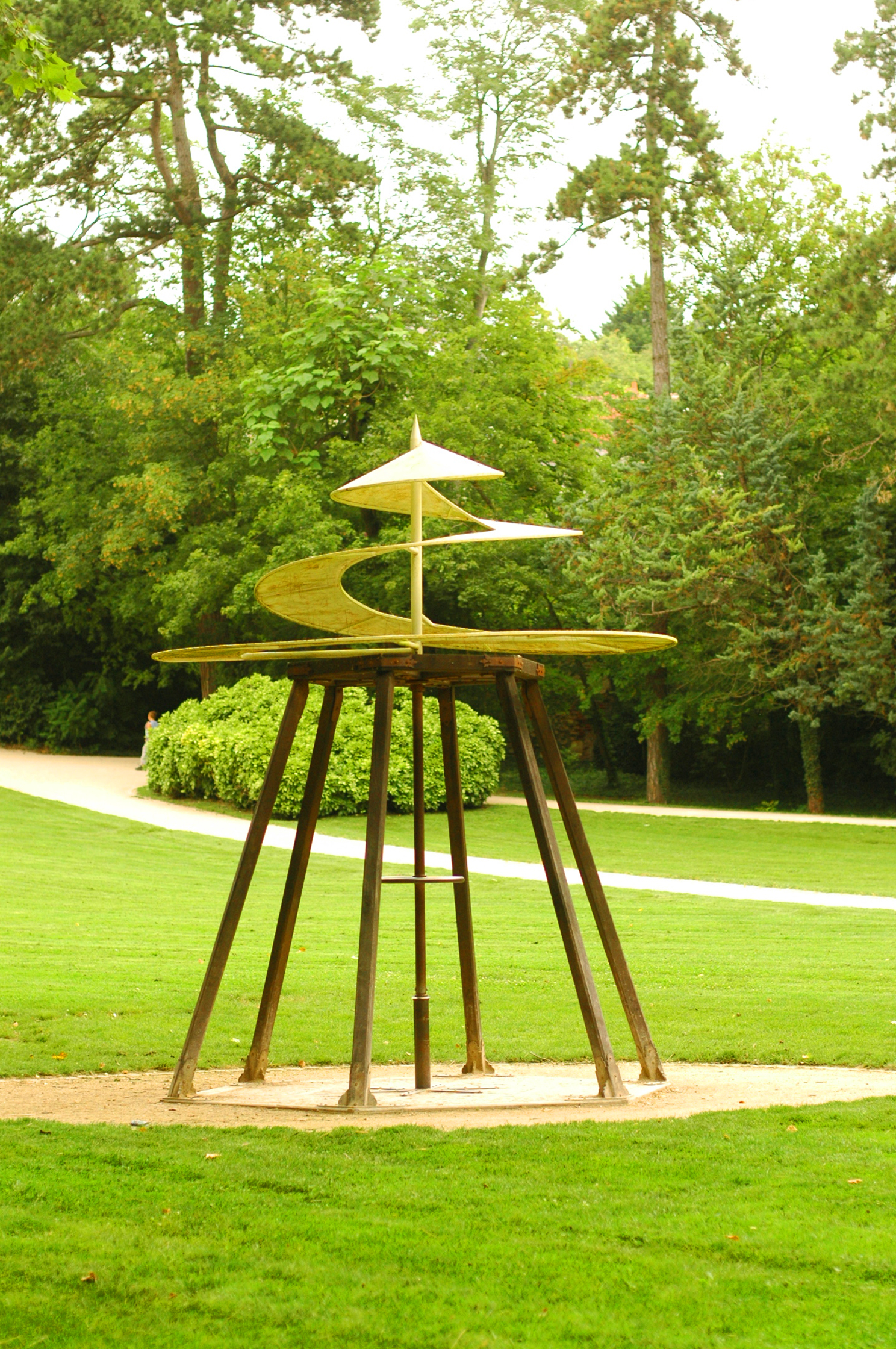
المروحية
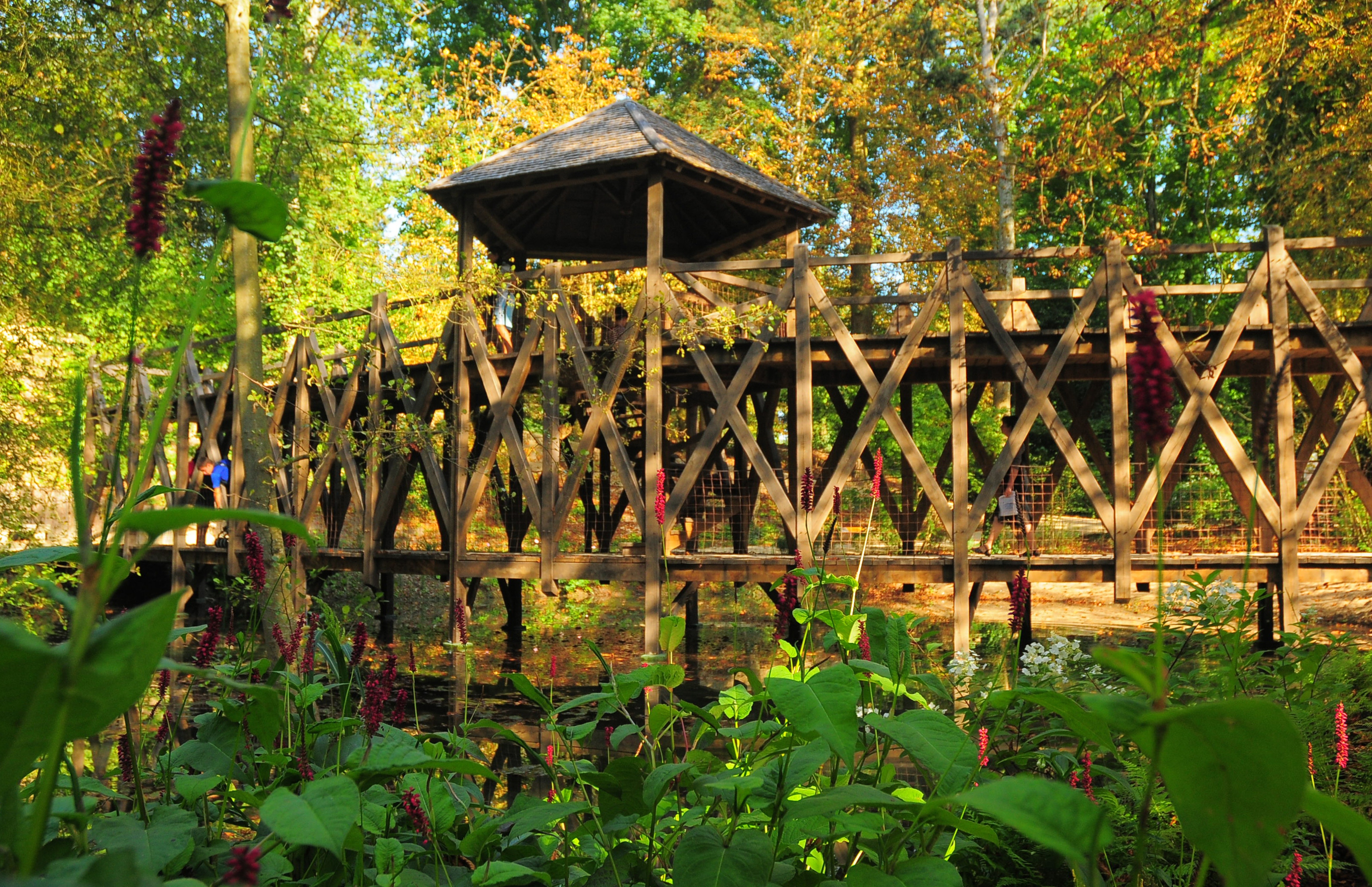
الجسر ذو المستويين
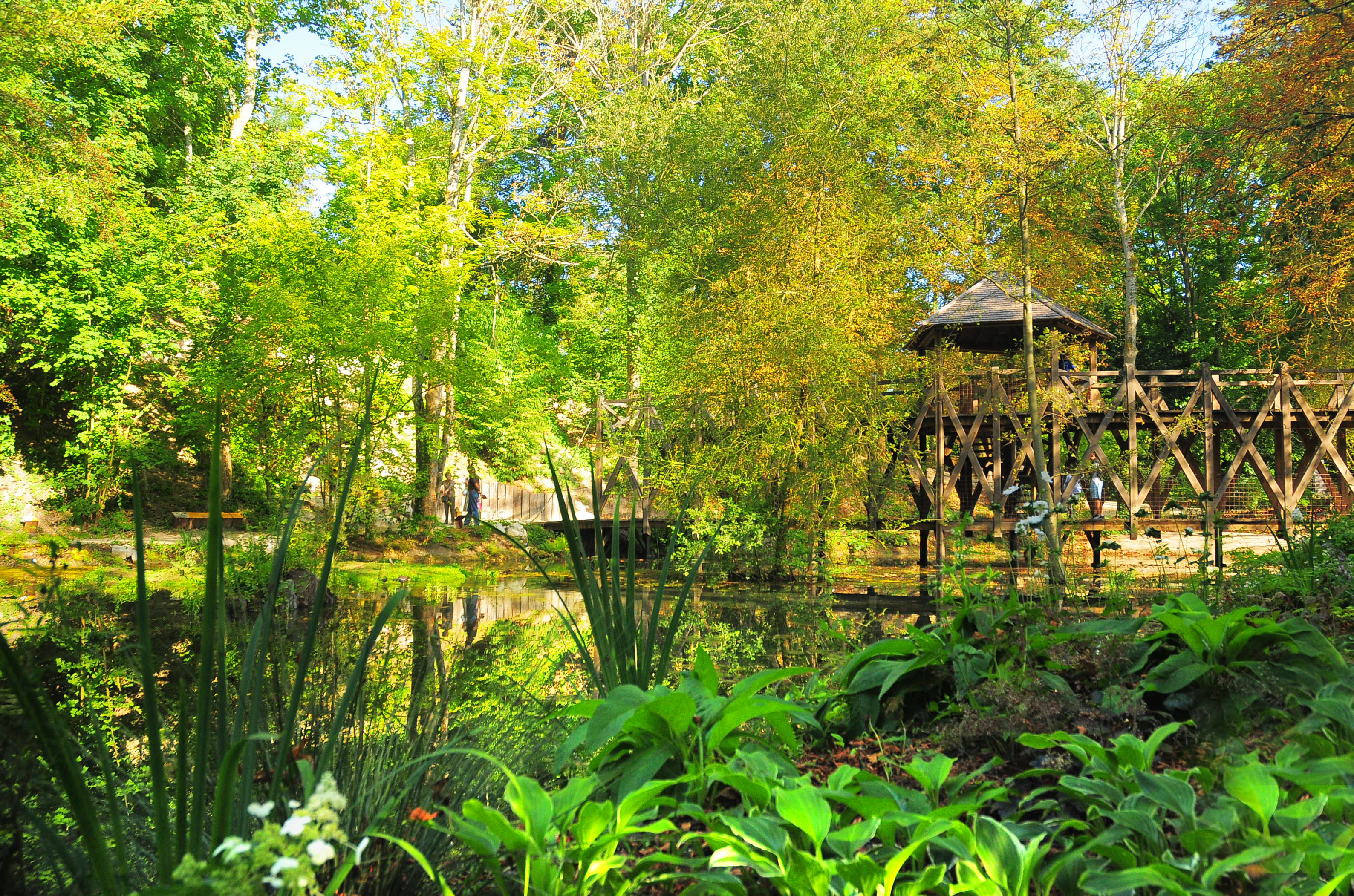
حديقة ليوناردو
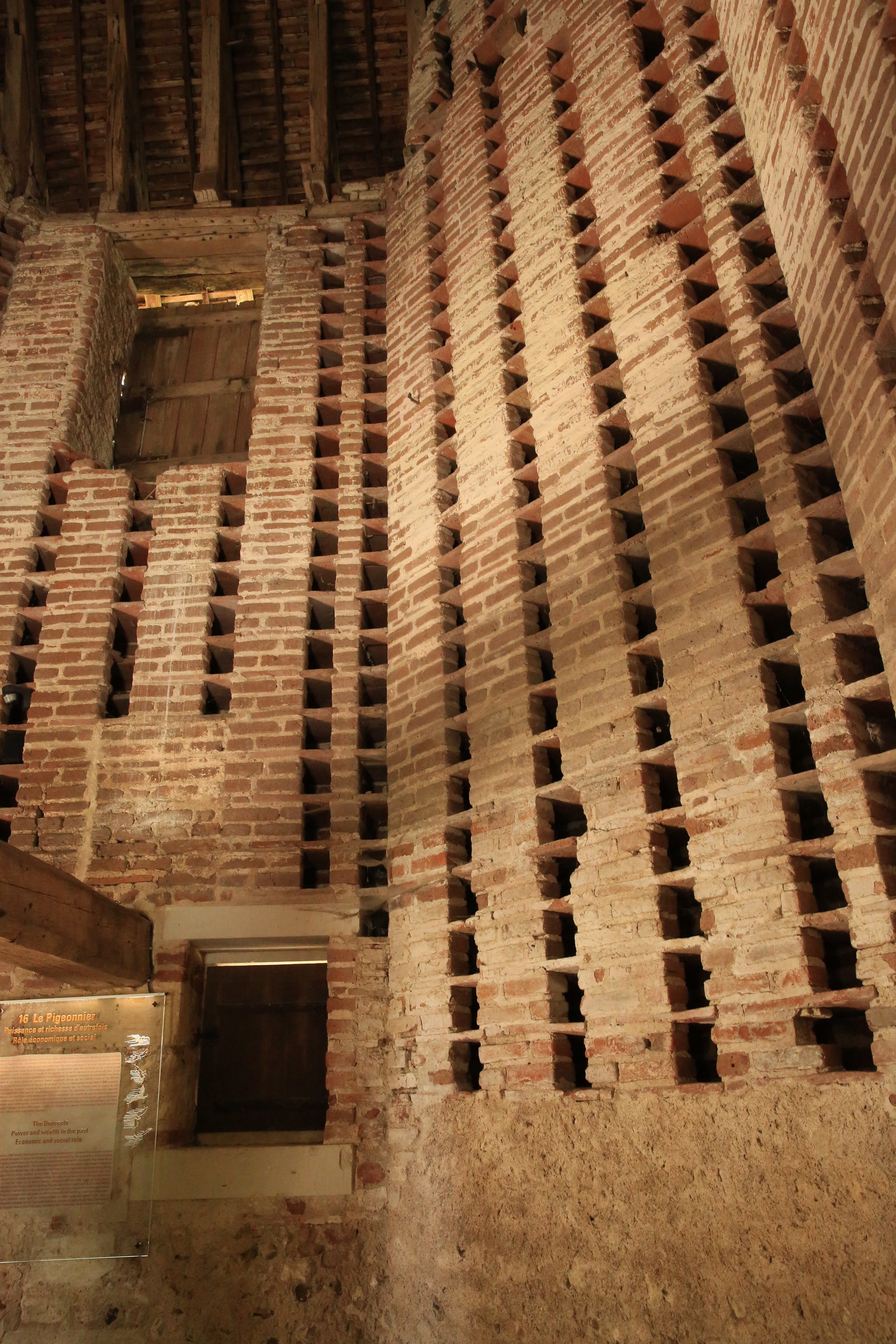
فتحات الحمام في الحمام
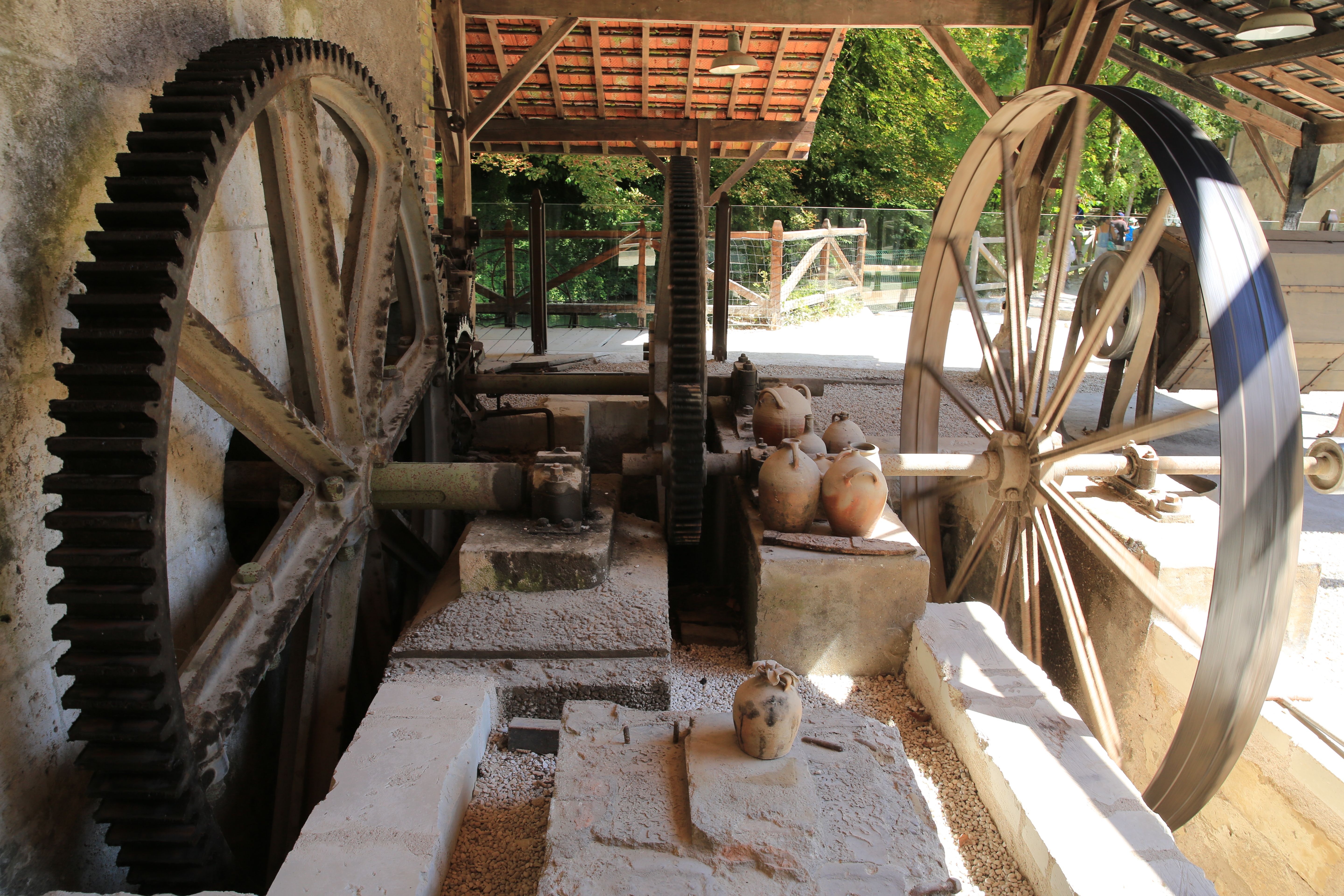
طاحونة الماء
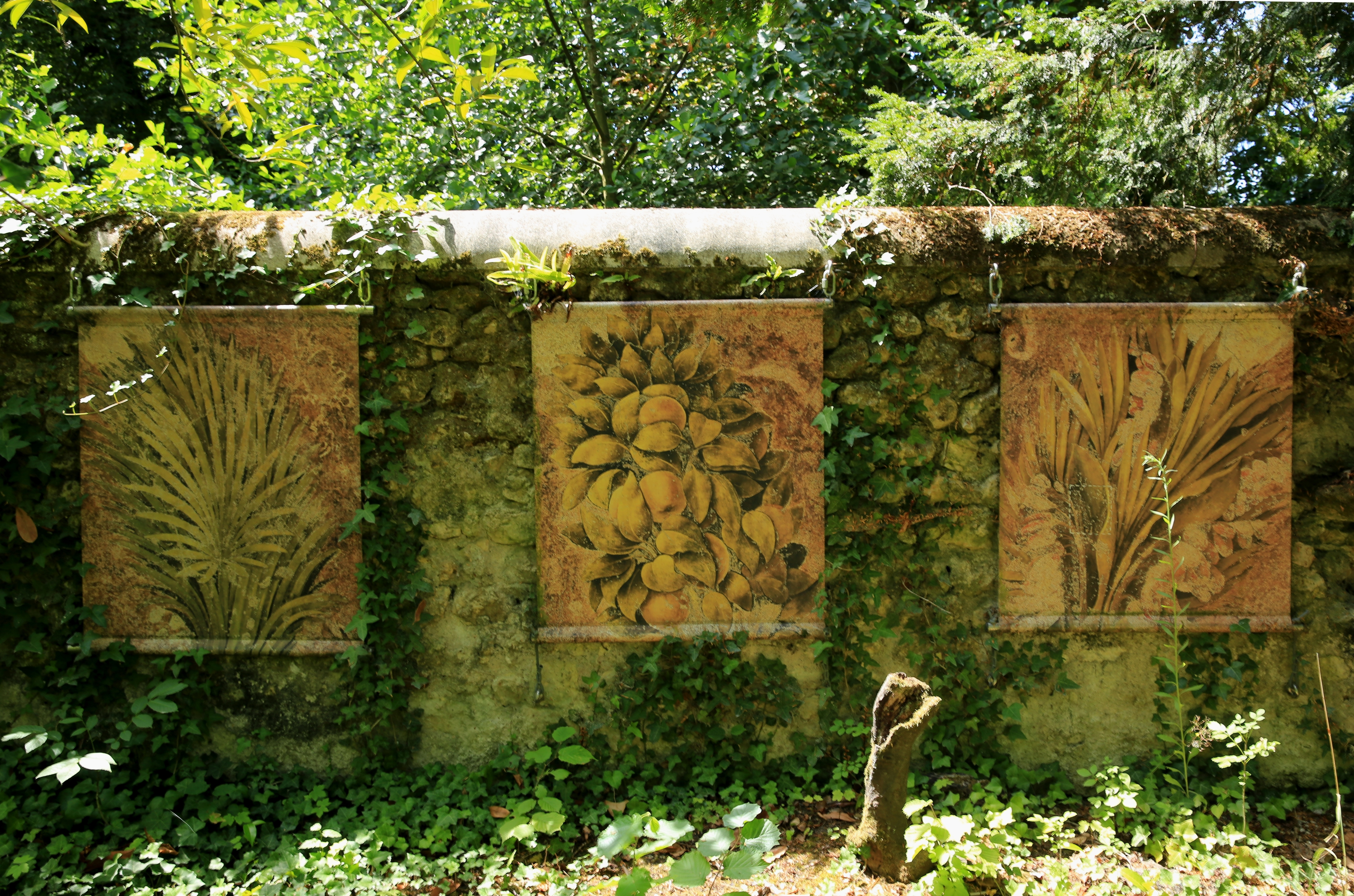
الحديقة النباتية
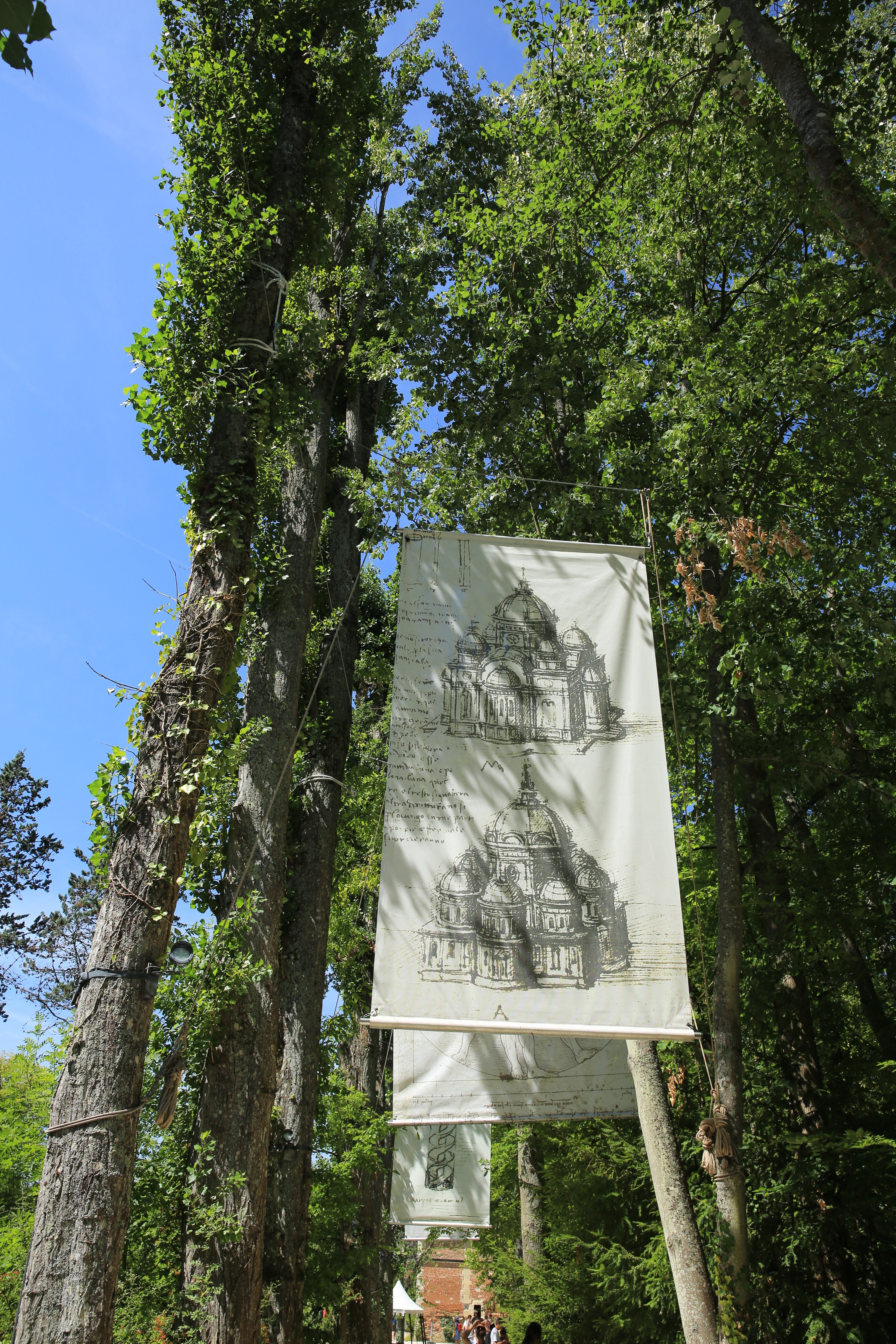
معارض رسومات ليوناردو في الحديقة